# Чемошурка (притока Позиму)
Чемошу́рка (рос. Чемошурка) — річка у місті Іжевську та Зав'яловському районі Удмуртії, Росія, права притока Позимі.
Довжина річки становить 6 км. Бере початок на території міста Іжевськ, в мікрорайоні Ярушки. Протікає на південний схід, впадає до Позимі біля села 45 км.
На річці розташовані місто Іжевськ та села Чемошур, Октябрський і Кабаниха. В усіх цих населених пунктах збудовано автомобільні мости. В гирлі збудовано автомобільний та залізничний мости на трасі Іжевськ-Воткінськ. В селах Чемошур і нижче Октябрського збудовано стави.